# Гамарджвеба (Гардабанский муниципалитет)
Гамарджвеба (груз. გამარჯვება) — село в Грузии, на территории Гардабанского муниципалитета края (мхаре) Квемо-Картли.

## География
Село находится в юго-восточной части Грузии, на левом берегу реки Лочина (левый приток Куры), на расстоянии приблизительно 19 километров (по прямой) к северо-западу от города Гардабани, административного центра муниципалитета. Абсолютная высота — 461 метр над уровнем моря.

## Население
По результатам официальной переписи населения 2014 года в Гамарджвебе проживало 4670 человек (2255 мужчин и 2415 женщин). В национальной структуре населения грузины составляли 99,1 %.
| Год  | Население, человек |
| ---- | ------------------ |
| 2002 | 5282               |
| 2014 | ↘ 4670             |